# Veronica Lake
Constance Frances Marie Ockelman (Brooklyn, Nueva York, 14 de noviembre de 1922-Burlington, Vermont, 7 de julio de 1973), conocida como Veronica Lake, fue una actriz estadounidense.

## Primeros años
Constance Frances Marie Ockelman nació en Brooklyn, Nueva York, el 14 de noviembre de 1922. Su padre, Harry E. Ockelman, era descendiente de alemanes y trabajaba para una petrolera en un barco. Cuando ella tenía un año la familia se trasladó a Florida, pero regresó a Brooklyn a los pocos años. Su padre murió en la explosión de un barco petrolero en Marcus Hook, Pensilvania cuando ella tenía 9 años. Su madre (nacida Constance Charlotta Trimble) se casó entonces con un amigo de la familia, Anthony Keane, que trabajaba en un periódico. Constance fue enviada a un colegio católico, en Montreal, colegio que ella odiaba. Más tarde se trasladaron todos a Florida. Constance tuvo una niñez problemática y se dice que fue diagnosticada de esquizofrenia paranoica, aunque no hay pruebas de ello.
En 1938, se trasladaron a Beverly Hills, California, donde su madre la matriculó en la célebre Bliss-Hayden School of Acting en el Beverly Hills Playhouse. Su primera aparición en pantalla fue un pequeño papel en un film de la RKO: Sorority House (1939). Siguieron trabajos similares, incluyendo All Women Have Secrets y Dancing Co-Ed.
En el rodaje de Sorority House, el director John Farrow se dio cuenta por primera vez de que el mechón de pelo que cubría su ojo derecho le daba un aire misterioso, realzando poderosamente su atractivo natural. Fue presentada al productor de la Paramount Arthur Hornblow Jr., que le cambió el nombre por el de Veronica Lake. El apellido hacía referencia a sus profundos ojos azules.
Veronica se casó con el director artístico John S. Detlie en 1940. Otro pequeño papel en la comedia Forty Little Mothers atrajo la atención sobre ella. En 1941, firmó un importante contrato con la Paramount Pictures. En agosto, tuvo una hija, Elaine Detlie.

## Carrera

### Icono de los 40
Comenzó a despuntar seriamente con la película Vuelo de águilas (1941), en la que hacía un papel secundario, pero robaba escena tras escena al resto del elenco. Su siguiente película también fue un éxito: Hold Back the Dawn (1941). Veronica ya era una actriz carismática, bellísima pero con un toque de fina ironía, cuando protagonizó sus mejores películas: Los viajes de Sullivan (1941), El cuervo (1942), con Alan Ladd, Me casé con una bruja (de 1942; serviría de inspiración para la serie televisiva de los 60 Embrujada), La llave de cristal (1942) y Sangre en Filipinas (1943).
Me casé con una bruja le supuso un sonoro triunfo. Coprotagonizada por Fredric March, el actor se incomodaba en el rodaje por la omnipresencia de Lake ante la cámara; en lugar de I married a witch empezó a llamar a la película I married a bitch ("Me casé con una zorra"). Posteriormente, ya no quiso volver a trabajar con la actriz.
Durante una temporada ella y Alan Ladd coparon todas las portadas de las revistas. Al principio, fue pura necesidad, ya que el actor medía sólo 1.68 m y la actriz, con su 1.57, se le acoplaba bien. Hicieron 4 películas juntos. Hay que reseñar que ambos morirían a la misma edad, 50 años, en penosas condiciones.
Una foto publicitaria puso de moda su icónico peinado platino, denominado peekaboo, una larga melena ocultándole un ojo; de inmediato, comenzaron a imitarla en todo el mundo.
Pese a su fama, se granjeó una pésima reputación personal; los compañeros seguían quejándose de que no se podía trabajar a su lado.
Su carrera dio un traspié con su papel en The Hour Before the Dawn (1944). Perdió un hijo. Un año antes, su primer matrimonio había terminado en divorcio.
La actriz seguía cobrando 4500 dólares por semana de trabajo en la Paramount cuando se casó con el director André de Toth, en 1944. Su segundo hijo, André Michael de Toth III, nació en 1945. Se dice que fue en este periodo cuando empezó a beber.
Trabajó a partir de entonces en varias películas olvidables, a excepción de La dalia azul (1946), en la que volvió a actuar junto a Alan Ladd. Durante el rodaje, el escritor Raymond Chandler se refería a ella como "Moronica Lake" (moronic, en inglés: idiota, retrasado). Al vencer su contrato en 1948, la Paramount no se lo renovó.

### Declive
Su tercera hija, Diana de Toth, nació en ese mismo año. Lake fue demandada por su madre por cuestiones monetarias por ese tiempo. Hizo una última película para la 20th Century Fox, en 1952: Stronghold, película que ella detestaba. Entró en bancarrota y se divorció de De Toth. Sufrió embargos por no pagar impuestos. Como último recurso, se resignó a trabajar para la televisión y los escenarios teatrales. En 1955 se casó con el músico Joseph A. McCarthy.
Tras romperse un tobillo en 1959, Lake ya no pudo volver a trabajar como actriz. Volvió a divorciarse y empezó a vivir en hoteles baratos de Brooklyn y la zona de Nueva York. Fue arrestada en varias ocasiones por embriaguez y escándalo público.
Un periodista la encontró trabajando como camarera en el Martha Washington Hotel de Manhattan. Ella protestó alegando que en realidad era una cliente, pero poco después confesó la verdad. Esa publicidad le proporcionó un triste regreso a los escenarios. En 1966, trabajó para la televisión como presentadora, en la ciudad de Baltimore; también apareció en una película de pésima calidad: Footsteps in the Snow.
Su salud física y mental declinó rápidamente, y a finales de los 60 se la encuentra en Hollywood, Florida, recluida por paranoia (al parecer afirmaba estar siendo investigada por el FBI).
Se rehízo, sin embargo, momentáneamente, y logró publicar una autobiografía: Veronica, recibiendo mucha publicidad y críticas positivas. Con sus ganancias, Lake coprodujo y protagonizó una película, la última: Flesh Feast (1970), cinta de horror de bajo presupuesto.
En ese momento se trasladó al Reino Unido, donde contrajo matrimonio con un "capitán de barco inglés" llamado Robert Carleton-Munro. El matrimonio fue muy breve. En 1973, regresó a Estados Unidos, donde tuvo que ser de inmediato hospitalizada. Enemistada con su familia e hijos, no recibía visita alguna.

## Muerte
En 1973, cerca de Burlington, Vermont, Lake murió a la edad de 50 años, con un diagnóstico de hepatitis e insuficiencia renal derivadas de su alcoholismo. Fue incinerada y sus cenizas esparcidas en las islas Vírgenes.
Tiene una estrella en el Paseo de la Fama de Hollywood, a la altura del número 6918 del Hollywood Boulevard. Allí se la recuerda «por su contribución a la industria del cine».

## Filmografía
| Año  | Título                   | Personaje                  |
| ---- | ------------------------ | -------------------------- |
| 1939 | Sorority House           | Coed                       |
| 1939 | The Wrong Room           | La nueva novia del abogado |
| 1939 | Dancing Co-Ed            | Una de las parejas en moto |
| 1939 | All Women Have Secrets   | Jane                       |
| 1940 | Young as You Feel        | Papel secundario           |
| 1940 | Forty Little Mothers     | Chica de Granville         |
| 1941 | Vuelo de águilas         | Sally Vaughn               |
| 1941 | Si no amaneciera         | Actriz de cine             |
| 1941 | Los viajes de Sullivan   | La chica                   |
| 1942 | This Gun for Hire        | Ellen Graham               |
| 1942 | La llave de cristal      | Janet Henry                |
| 1942 | Me casé con una bruja    | Jennifer                   |
| 1942 | Fantasía de estrellas    | Ella misma                 |
| 1943 | Sangre en Filipinas      | Teniente Olivia D'Arcy     |
| 1944 | The Hour Before the Dawn |                            |
| 1945 | Bring On the Girls       | Teddy Collins              |
| 1945 | Out of This World        | Dorothy Dodge              |
| 1945 | Duffy's Tavern           | Ella misma                 |
| 1945 | Hold That Blonde         | Sally Martin               |
| 1946 | Miss Susie Slagle's      | Nan Rogers                 |
| 1946 | La dalia azul            | Joyce Harwood              |
| 1947 | La mujer de fuego        | Connie Dickason            |
| 1947 | Variety Girl             | Ella misma                 |
| 1948 | Saigon                   | Susan Cleaver              |
| 1948 | The Sainted Sisters      | Letty Stanton              |
| 1948 | Isn't It Romantic?       | Candy Cameron              |
| 1949 | Slattery's Hurricane     | Dolores Greaves            |
| 1951 | Stronghold               | Mary Stevens               |
| 1966 | Footsteps in the Snow    | Therese                    |
| 1970 | Flesh Feast              | Doctora Elaine Frederick   |